# Eupetrichthys angustipes
Eupetrichthys angustipes Ramsay & Ogilby, 1888, unica specie appartenente al genere Eupetrichthys,  è un pesce di acqua salata appartenente alla famiglia Labridae.

## Habitat e Distribuzione
Proviene dall'oceano Indiano e dall'oceano Pacifico, e si trova soprattutto nel mare a sud dell'Australia. È stato trovato anche in Tasmania. Vive principalmente nelle barriere coralline ma la si trova anche attorno alle scogliere nelle zone ricche di vegetazione. Nuota fino a 17 m di profondità.

## Descrizione
Presenta un corpo compresso lateralmente e molto allungato. Il colore di sfondo è bianco, intervallato da zebrature marroni molto evidenti, e da aree verdastre sul dorso tra una striscia scura e l'altra. La testa è rosata con piccole macchie marroni irregolari. Accanto alla bocca sono presenti delle striature azzurre iridescenti. Le pinne sono molto colorate, ma non dello stesso colore del corpo: la pinna dorsale è alta, lunga e bianca con macchie rosse-arancio ed un ocello nero all'inizio. Sul bordo sono presenti dei puntini grigi.
Le pinne pettorali sono trasparenti con l'attaccatura rossa, mentre le pinne pelviche sono rosse con il bordo giallo. La pinna anale è nettamente più corta di quella dorsale, ed è rosata con dei puntini rossi e diverse strisce sottili blu sul bordo. La pinna caudale è arrotondata e ha lo stesso colore di quella anale.
Non supera i 13 cm.

## Biologia

### Comportamento
Nuota prevalentemente a profondità che variano da 17 a 40 m.

### Alimentazione
Questo pesce ha una dieta prevalentemente carnivora e sia gli esemplari giovani che quelli adulti si nutrono principalmente di invertebrati bentonci.

### Riproduzione
È oviparo e la fecondazione è esterna.

## Conservazione
Questa specie non viene pescata né come alimento né per l'acquariofilia e non è minacciata da particolari pericoli, quindi la lista rossa IUCN la classifica come "a rischio minimo" (LC).